# マルセリーノ・マルティネス
マルセリーノ・マルティネス・カオ（Marcelino Martínez Cao、1940年4月29日 - ）は、スペイン・ガリシア州アーレス出身の元同国代表サッカー選手。ポジションはFW。

## クラブ経歴
1958年、ラシン・フェロルでプロデビューすると、翌年にレアル・サラゴサへと引き抜かれ、1970年に現役を引退するまでサラゴサに在籍し続けた。

## 代表経歴
1961年11月23日、1962 FIFAワールドカップ予選のモロッコ代表戦にてスペイン代表デビューを果たし、この試合でA代表初得点も記録した。また、スペイン代表として1964 欧州ネイションズカップと1966 FIFAワールドカップの2つのメジャー大会にも参加した。

## タイトル

### クラブ
レアル・サラゴサ
- コパ・デル・レイ : 2回 (1963-64, 1965-66)
- インターシティーズ・フェアーズカップ : 1回 (1963-64)

### 代表
スペイン代表
- UEFA欧州選手権 : 1回 (1964)